# Persone di nome Dominik
| Questa pagina contiene informazioni ricavate automaticamente dalle voci biografiche con l'ausilio del template Bio e di un bot. L'aggiornamento è periodico e automatico e ricostruisce completamente la pagina. Se manca una persona in questa lista, sei pregato di non aggiungerla, ma accertati piuttosto che la sua voce biografica contenga il template Bio e che i dati anagrafici siano correttamente compilati. Se il template Bio manca, inseriscilo tu stesso o, in alternativa, metti l'avviso {{tmp\|Bio}} che ne segnala la mancanza. Se i dati riportati sono sbagliati, correggi direttamente la voce biografica; le modifiche saranno visibili in questa lista entro pochi giorni. Per chiarimenti vedi il progetto antroponimi. La lista contiene solo le 111 persone che sono citate nell'enciclopedia e per le quali è stato implementato correttamente il template Bio. Pagina aggiornata al 16 ott 2024. |

Questa è una lista di persone presenti nell'enciclopedia che hanno il prenome Dominik, suddivise per attività principale.

## Allenatori di calcio(1)
- Dominik Thalhammer, allenatore di calcio e dirigente sportivo austriaco (Vienna, n. 1970)

## Allenatori di tennis(1)
- Dominik Hrbatý, allenatore di tennis e ex tennista slovacco (Bratislava, n. 1978)

## Attrici(1)
- Dominik García-Lorido, attrice statunitense (Miami, n. 1983)

## Biatleti(2)
- Dominik Landertinger, ex biatleta e fondista austriaco (Braunau am Inn, n. 1988)
- Dominik Windisch, ex biatleta italiano (Brunico, n. 1989)

## Canottieri(1)
- Dominik Czaja, canottiere polacco (Cracovia, n. 1995)

## Cardinali(1)
- Dominik Duka, cardinale, arcivescovo cattolico e teologo ceco (Hradec Králové, n. 1943)

## Cestisti(4)
- Dominik Mavra, cestista croato (Zara, n. 1994)
- Dominik Olejniczak, cestista polacco (Toruń, n. 1996)
- Dominik Spohr, cestista tedesco (Hagen, n. 1989)
- Dominik Tomczyk, ex cestista e allenatore di pallacanestro polacco (Breslavia, n. 1974)

## Ciclisti su strada(4)
- Dominik Krieger, ex ciclista su strada tedesco (Herrenberg, n. 1968)
- Dominik Nerz, ex ciclista su strada tedesco (Wangen, n. 1989)
- Dominik Neuman, ciclista su strada ceco (Brno, n. 1995)
- Dominik Roels, ex ciclista su strada e pistard tedesco (Colonia, n. 1987)

## Diplomatici(1)
- Dominik Andreas von Kaunitz-Rietberg-Questenberg, diplomatico e politico austriaco (Vienna, n. 1739 - Vienna, † 1812)

## Fondisti(2)
- Dominik Baldauf, fondista austriaco (Bregenz, n. 1992)
- Dominik Bury, fondista polacco (Cieszyn, n. 1996)

## Giocatori di calcio a 5(1)
- Dominik Solecki, giocatore di calcio a 5 polacco (Poznań, n. 1990)

## Giocatori di curling(1)
- Dominik Märki, giocatore di curling svizzero (Berna, n. 1990)

## Giocatori di football americano(1)
- Dominik Dvorský, giocatore di football americano ceco (Ostrava, n. 1997)

## Hockeisti su ghiaccio(5)
- Dominik Graňák, hockeista su ghiaccio slovacco (Havířov, n. 1983)
- Dominik Hašek, ex hockeista su ghiaccio ceco (Pardubice, n. 1965)
- Dominik Kahun, hockeista su ghiaccio tedesco (Planá, n. 1995)
- Dominik Kubalík, hockeista su ghiaccio ceco (Plzeň, n. 1995)
- Dominik Schlumpf, hockeista su ghiaccio svizzero (Mönchaltorf, n. 1991)

## Incisori(1)
- Dominik Biemann, incisore tedesco (Neuwald, n. 1800 - Eger, † 1858)

## Judoka(1)
- Dominik Družeta, judoka croato (n. 1996)

## Lottatori(1)
- Dominik Etlinger, lottatore croato (Zagabria, n. 1992)

## Mezzofondisti(1)
- Dominik Stadlmann, mezzofondista austriaco (n. 1995)

## Musicisti(2)
- Dominik Eulberg, musicista e disc jockey tedesco (Westerwald, n. 1978)
- Marco Pogo, musicista e politico austriaco (Vienna, n. 1986)

## Nobili(2)
- Dominik Mikołaj Radziwiłł, nobile e politico polacco (Njasviž, n. 1643 - Varsavia, † 1697)
- Dominik Andreas I von Kaunitz, nobile, diplomatico e politico austriaco (Austerlitz, n. 1655 - Vienna, † 1705)

## Nuotatori(2)
- Dominik Kozma, ex nuotatore ungherese (Dunfermline, n. 1991)
- Dominik Meichtry, ex nuotatore svizzero (San Gallo, n. 1984)

## Pistard(1)
- Dominik Bieler, pistard e ciclista su strada svizzero (n. 2001)

## Politici(2)
- Dominik Gmür, politico e militare svizzero (Schänis, n. 1800 - Schänis, † 1867)
- Dominik Tarczyński, politico e giornalista polacco (Lublino, n. 1979)

## Rapper(1)
- Nik Tendo, rapper ceco (Pardubice, n. 1993)

## Registi(3)
- Dominik Graf, regista e sceneggiatore tedesco (Monaco di Baviera, n. 1952)
- Dominik Moll, regista e sceneggiatore tedesco (Bühl, n. 1962)
- Dominik Sedlar, regista cinematografico, sceneggiatore e produttore cinematografico croato (Zagabria, n. 1979)

## Saltatori con gli sci(1)
- Dominik Peter, saltatore con gli sci svizzero (Zurigo, n. 2001)

## Schermidori(2)
- Dominik Behr, schermidore tedesco (Würzburg, n. 1981)
- Dominik Saladin, ex schermidore svizzero (n. 1969)

## Sciatori alpini(5)
- Dominik Gschwenter, ex sciatore alpino austriaco (n. 1984)
- Dominik Paris, sciatore alpino italiano (Merano, n. 1989)
- Dominik Raschner, sciatore alpino austriaco (n. 1994)
- Dominik Schwaiger, sciatore alpino tedesco (n. 1991)
- Dominik Stehle, ex sciatore alpino tedesco (n. 1986)

## Scrittori(1)
- Dominik Smole, scrittore e drammaturgo jugoslavo (Lubiana, n. 1929 - Lubiana, † 1992)

## Slittinisti(1)
- Dominik Fischnaller, slittinista italiano (Bressanone, n. 1993)

## Tennisti(3)
- Dominik Koepfer, tennista tedesco (Furtwangen, n. 1994)
- Dominik Meffert, ex tennista tedesco (Mayen, n. 1981)
- Dominik Utzinger, ex tennista svizzero (Basilea, n. 1963)

## Velocisti(1)
- Dominik Kopeć, velocista polacco (Łuszczacz, n. 1995)

## Vescovi cattolici(1)
- Dominik Kaľata, vescovo cattolico slovacco (Nowa Biała, n. 1925 - Ivanka pri Dunaji, † 2018)

## Wrestler(1)
- Dominik Mysterio, wrestler statunitense (San Diego, n. 1997)